# Męskie imiona słowiańskie
Męskie imiona słowiańskie wraz z datami imienin:

## A
(wróć do indeksu)

## B
- Barnim – 27 października
- Bądzsław, Bąsław – 12 sierpnia
- Bdzigost, Bedgost
- Będzieciech – 22 czerwca
- Będzimir, Będziemir, Będziemirz, Będomir – 23 lutego
- Będzimysł – 6 marca
- Biecsław, Biecław
- Biezdar
- Biezdziad
- Biezpraw, Brzezpraw
- Biezprzem(?), Biezprzym(?), Bezprym (?)
- Biezstryj, Biestryj, Biezstryk, Brzezstryk, Brzestryk
- Biezuj, Biezwuj
- Biezrząd
- Blizan[1]
- Blizbor, Blizborz – 28 stycznia, 12 marca
- Bodzepor
- Bogdał, Bogdaj, Bogodał – 10 grudnia
- Bogdasz
- Bogudan, Bogodan, Bogdan, Bohdan, Bodan – 6 lutego, 19 marca, 17 lipca, 10 sierpnia, 31 sierpnia, 2 września, 9 października, 9 listopada
- Bogodar, Bogudar – 27 czerwca, 2 lipca, 10 sierpnia, 9 października, 8 listopada
- Boguchwał, Boguchał, Bogufał, Bogofał, Bogfał, Bogchwał, Bochwał, Bofał – 18 marca
- Bogumił, Bogomił, Bogmił, Bogomieł, Bogumieł, Bogmieł – 13 stycznia, 18 stycznia, 26 lutego, 10 czerwca, 13 października, 3 listopada
- Bogumysław
- Bogurad, Bogured – 28 lutego, 28 maja
- Bogusąd – 13 stycznia
- Bogusław, Bogosław, Bohusław, Bogsław – 20 marca, 22 marca, 18 kwietnia, 29 kwietnia, 1 lipca, 23 września, 18 grudnia
- Bogwiedz
- Bogwidza, Bogowid
- Bojan[1]
- Bolebor – 25 lutego
- Boleczaj
- Boleczest – 24 października
- Bolegor[2]
- Bolelut – 23 maja
- Bolemir – 6 stycznia, 6 września, 9 września
- Bolemysł – 30 maja, 29 listopada
- Bolesław, Bosław – 23 lipca, 19 sierpnia
- Borzuj, Borzywuj
- Borzygniew, Borzgniew – 24 lutego
- Borzymir – 9 stycznia
- Borzysław – 25 maja, 19 czerwca
- Borzywoj, Borzuj – 5 kwietnia
- Bożebor – 27 kwietnia
- Bożeciech, Bożciech – 21 września
- Bożydar, Bożdar – 27 czerwca, 2 lipca, 10 sierpnia, 9 października, 8 listopada
- Bożysław – 10 marca
- Bracsław – 9 stycznia
- Bratomir – 13 marca, 20 czerwca
- Bratumił, Bratomił, Bratmił, Bretomił, Bretmił – 8 września, 18 października
- Braturad – 4 czerwca
- Brodzisław, Brocsław, Barcsław, Barcław – 25 stycznia, 30 maja, 1 sierpnia
- Bronimir, Bromir – 20 maja
- Bronisąd – 20 maja
- Bronisław, Bronsław, Barnisław, Brunisław – 18 sierpnia, 1 września, 3 września, 6 października
- Broniwoj[3]
- Brosław
- Brzezdob
- Brzezdoma
- Budziboj, Bojan – 5 września
- Budzigniew – 15 września
- Budzimir – 16 marca, 16 czerwca
- Budzisław, Budzsław – 1 marca, 2 grudnia
- Budziwoj, Budźwoj – 23 maja, 26 września
- Budziwuj
- Bygost
- Bytomir

   (wróć do indeksu)

## C
- Chociebąd – 22 lutego
- Chociebor – 6 lipca
- Chociemir, Chocimier, Chocimir, Chocimirz – 5 maja, 13 czerwca
- Chociesław, Chocsław – 7 stycznia, 10 maja
- Choroman
- Chwalibog – 24 stycznia, 28 lutego
- Chwalimir, Chalimir – 17 maja, 8 lipca
- Chwalisław, Chalisław – 13 stycznia, 3 listopada
- Ciechomir – 7 czerwca
- Ciechosław – 13 maja, 16 sierpnia, 4 grudnia
- Ciecierad, Ciecirad, Cieciered, Cieciurad, Ciećrad
- Ciecimiar
- Cierpisław – 29 lipca
- Ciesław
- Cieszybor, Cieszbor
- Cieszygor – 3 kwietnia
- Cieszymir, Cieszymiar, Cieszymier, Cieszmir, Cieszmiar, Cieszmier – 13 maja, 24 sierpnia
- Cieszymysł – 13 marca, 18 listopada
- Cieszyrad – 19 kwietnia
- Cieszysław – 17 marca, 1 października
- Cirzpibog – 29 lipca
- Czabor
- Czcirad – 29 marca
- Czcisław, Cisław – 16 lutego
- Czedrog
- Czesław, Czasław – 12 stycznia, 19 kwietnia, 20 kwietnia, 17 lipca, 20 lipca, 2 września
- Czębor
- *Czędomir
- Częstobor, Częsbor – 30 marca
- Częstogoj – 4 lutego
- Częstomir – 10 maja
- Częstowoj – 2 maja, 30 sierpnia
- Czścibor, Czcibor, Cibor, Czesbor – 9 listopada, 12 listopada

   (wróć do indeksu)

## D
- Dadzbog – 29 września
- Dalebor, Dalibor, Dalbor, Daleborz – 29 czerwca
- Dalegor – 22 sierpnia
- Dalemir, Dalimir, Dalemiar, Dalimiar – 15 stycznia, 29 października, 5 listopada
- Dalestryj
- Dalewin, Dalwin – 4 października
- Dargorad – 24 listopada
- Derwan
- Długomił – 21 stycznia, 13 kwietnia, 1 grudnia
- Dobiegniew – 20 stycznia, 30 stycznia
- Dobielut – 13 września
- Dobiemiest – 26 listopada
- Dobiemir, Dobiemiar, Dobiemier, Dobimir(?) – 2 stycznia, 5 lutego, 7 sierpnia
- Dobiesław, Dobosław – 14 lutego, 13 maja
- Dobrobąd – 7 września
- Dobrociech – 5 czerwca, 8 czerwca
- Dobrogost, Dobrogoszcz(?) – 14 lipca
- Dobromił – 5 kwietnia, 5 czerwca, 11 października
- Dobromir, Dobromier – 4 stycznia, 30 marca
- Dobromysł – 22 stycznia
- Dobromysław
- Dobrosiodł – 29 lutego
- Dobrosław – 10 stycznia, 24 listopada
- Dobrosuł[1]
- Dobrowit – 18 września
- Dobrowoj – 14 sierpnia
- Dobrutro
- Dobrzegniew – 30 stycznia
- Domaborz(?), * Domabor – 28 października
- * Domagniew – 6 maja
- Domamir, Domiemir – 21 czerwca
- Domarad, Domorad, Domared(?) – 16 sierpnia
- Domaradz – 29 grudnia
- Domasław, Domosław – 15 stycznia
- Domastoj
- Domastryj
- Domasuł – 16 sierpnia, 7 września
- Domawuj, Domauj
- Domażyr
- Drogodziej
- Drogomił, Dromił – 18 lipca
- Drogomir, Drogmir, Dragomir, Drahomir, Drohomir, Dargomier – 18 lipca, 9 września, 17 listopada, 22 grudnia
- Drogomysł – 18 czerwca
- Drogoradz – 18 czerwca, 18 lipca, 17 listopada
- Drogosław, Dargosław – 17 września, 15 października, 19 listopada, 15 grudnia
- Drogowit
- Drohobysz, Drahobysz – 18 czerwca
- Dziebor – 17 września
- Dzierżykraj, Dzirżykraj – 17 lipca
- Dzierżysław, Dzirżysław, Dziersław, Dzirsław – 24 marca, 16 lipca, 1 września
- Dziesław, Dzisław – 2 września
- Dzirżyterg – 16 marca
- Dzirżywuj
- Dziwigor – 18 lipca, 9 listopada
- Dziwisław – 22 grudnia

   (wróć do indeksu)

## E
(wróć do indeksu)

## F
- Falibog – 24 stycznia, 28 lutego
- Falibor
- Falimir, Falimirz – 17 maja, 8 lipca
- Falisław – 13 stycznia, 3 listopada

   (wróć do indeksu)

## G
- Gardomir – 11 października
- Gnierat
- Gniewomir, Gniewomiar, Gniewomier, Gniemir, Gniewosz – 8 lutego
- Godzimir – 31 października, 25 listopada
- Godzisław, Godosław, Godzsław, Gocław – 22 marca, 1 grudnia, 28 grudnia
- Gorazd
- Gorzysław, Gorsław – 9 lutego, 9 listopada, 14 grudnia
- Gosław – 18 kwietnia, 1 grudnia, 29 grudnia
- Gostmił – 4 czerwca
- Gostomysł[4]
- Gościmir, Gościmiar – 15 marca, 18 grudnia
- Gościrad – 28 listopada
- Gościsław – 18 kwietnia
- Gościwid
- Gościwit – 4 maja, 7 lipca, 11 grudnia, 12 grudnia
- Gościwuj
- Grodzisław, Grodzsław – 10 kwietnia, 12 października
- Gromisław – 25 lutego, 11 października
- Grzymisław, Grzymosław, Grzymsław, Grzmisław, Grzysław – 12 października

   (wróć do indeksu)

## H
- Himisław – 12 lipca, 30 września
- Hodysław – 22 marca, 1 grudnia, 28 grudnia
- Hubysław – 30 lipca
- Huniemir – 23 stycznia, 3 grudnia
- Huniesław – 18 lipca

   (wróć do indeksu)

## I
- Imisław – 12 lipca, 30 września
- Izasław – 6 lipca
- Izbor – 5 kwietnia
- Izbygniew – 3 kwietnia
- Izbylut, Izbelut – 29 maja

   (wróć do indeksu)

## J
- Jaczemir – 2 czerwca
- Jaczewoj – 17 sierpnia
- Janisław – 24 czerwca
- Jarogniew, Jerogniew – 12 czerwca
- Jaromir, Jaromiar, Jeromiar, Jeromier – 11 kwietnia, 28 maja, 24 września
- Jaropełk – 21 listopada
- Jarosław, Jerosław, Jirosław – 21 stycznia, 25 kwietnia, 7 czerwca
- Jarostryj
- Jimisław – 12 lipca, 30 września
- Juniesław – 18 lipca
- Jutrogost – 22 stycznia
- Jutrowoj
- Jutrowuj

   (wróć do indeksu)

## K
- Kanimir, Kanimier, Kajmir, Kalmir – 9 czerwca
- Kanmił – 16 lipca
- Kazimierz, Kazimir, Kazimirz, Kazimiar, Kazimier, Kaźmir – 4 marca, 22 marca
- Kiełcz[5]
- Kociebor – 6 lipca
- Kociemir, Kociemiar, Kociemier, Kocimiar, Kocimier, Kocimir, Koćmir – 5 maja, 13 czerwca
- Krzesąd – 28 stycznia
- Krzesimir – 11 stycznia, 24 lipca
- Krzesisław, Krzecsław, Krzesław, Krzysław – 28 marca, 11 września
- Krzywosąd – 3 sierpnia
- Kupimir[2]
- Kwalimir – 17 maja, 8 lipca
- Kwalisław – 13 stycznia, 3 listopada

   (wróć do indeksu)

## L
- Laliczaj(?)
- Lasota
- Lech – 29 lutego, 12 sierpnia
- Lechosław – 26 listopada
- Lederg
- Lelistryj
- Lesław – 28 listopada
- Leszek – 3 czerwca
- Lubgost – 16 października, 29 października
- Lubodrog – 5 lutego
- Lubomir – 20 lutego, 21 marca, 1 maja, 28 czerwca, 31 lipca, 20 listopada
- Lubomysł – 15 lipca
- Luboradz – 22 grudnia
- Lubowid – 13 czerwca
- Ludomił, Ludmił – 20 lutego, 7 maja
- Ludomir, Ludomer, Ludmar – 20 lutego, 31 lipca, 10 listopada
- Ludosław – 11 marca, 12 kwietnia, 10 lipca
- Ludziwoj
- Lutobor, Litobor – 30 marca, 19 lipca
- Lutogniew – 25 marca, 11 maja
- Lutomir, Lutomiar, Lutmiar – 26 lutego, 10 października
- Lutomysł – 25 marca, 30 lipca
- Lutosław, Lutsław, Lucsław – 26 października

   (wróć do indeksu)

## Ł
- Łękomir – 26 września

   (wróć do indeksu)

## M
- Małobąd – 1 października
- Małogost – 23 października
- Małomir – 11 stycznia
- Małostryj, Małostryk – 26 stycznia
- Małowid – 19 listopada
- Małowuj
- Manomir – 6 stycznia
- Markusław – 25 kwietnia
- Masław – 1 stycznia
- Mezamir
- Męcimir – 21 sierpnia
- Męcisław, Męcsław, Męsław
- Miecisław, Miecsław, Miesław – 1 stycznia
- Mieczysław – 1 stycznia
- Miestwin
- Mieszko – 1 stycznia
- Milan – 19 maja, 18 czerwca
- Miłobąd – 2 kwietnia
- Miłobor – 25 stycznia, 18 czerwca
- Miłobrat – 18 października
- Miłochat, Miłoczat
- Miłodrog – 6 maja
- Miłodziad – 1 września
- Miłogost, Miłgost – 8 marca
- Miłorad – 9 sierpnia
- Miłosław, Miełosław – 3 lipca, 3 sierpnia, 18 grudnia
- Miłostryj – 16 marca
- Miłosz – 25 stycznia
- Miłowit, Miłwit – 6 stycznia
- Miłowuj – 20 września
- Minigniew – 25 września
- Minogniew – 14 czerwca
- Mirogod – 26 czerwca
- Mirogniew – 24 stycznia, 30 maja
- Mironieg – 4 sierpnia
- Mirosław – 2 lutego, 26 lutego
- Misław
- Modlibog, Modliboż
- Mojmir – 10 stycznia, 3 września
- Mojsław – 1 stycznia, 26 lipca
- Morzysław – 7 marca, 13 września
- Mroczysław, Mroczesław, Mroczsław, Mrocsław, Mrocław, Mrosław – 8 stycznia
- Mszczuj – 30 maja
- Mścibor – 10 września
- Mścigniew – 15 grudnia
- Mścisław – 8 stycznia
- Mściwoj, Mszczujwoj – 4 listopada
- Mściwuj – 14 stycznia
- Mysław
- Myślibor – 18 maja, 14 czerwca
- Myślidar – 31 marca
- Myślimir – 14 kwietnia, 29 kwietnia

   (wróć do indeksu)

## N
- Naczęmir, Naczęmiar, Naczęmier – 9 grudnia
- Naczęrad – 8 sierpnia
- Naczęsław, Nacsław, Nacław – 11 września
- Naczęwoj
- Naczęwuj
- Nadar
- Nadbor – 28 lutego
- Nadmir – 7 marca
- Nagod
- Namir – 1 lipca, 6 sierpnia
- Namysław – 22 sierpnia
- Nasiębąd, Nasiębud
- Nasiębor – 2 października
- Nasięgniew
- Nasław – 6 sierpnia
- Nawoj – 11 marca, 20 kwietnia
- Nawuj
- Nażyr
- Niebor
- Niecisław – 15 lipca
- Niebylec
- Niedabył, Niedabysz
- Niedalic
- Niedał
- Niedan
- Niedoma
- Niedamir – 16 listopada
- Niedomysł
- Niedrog[2]
- Niegodoma
- Niegosław – 6 lipca, 8 sierpnia
- Niegowoj – 17 lutego
- Niegrod
- Nielubiec
- Niemir, Niemierz – 14 lutego
- Niemironieg
- Niemoj
- Niemst, Niemsta, Niemszczon
- Nienach
- Niepełka – 4 czerwca
- Nieprosz, Nieprasz, Nieproch
- Nieprzebąd, Nieprzebud, Nieprzebysz
- Nierad, Niered
- Nierod
- Niesąd
- Niesiebąd, Niesiebud
- Niesiebor
- Niesiodł
- Niestek
- Niestoj
- Niesuł
- Nietęg
- Nietubył
- Niewsza
- Niezamysł
- Nieznamir – 25 lipca
- Nieznawuj
- Ninogniew – 14 czerwca
- Ninomysł – 27 stycznia, 7 grudnia
- Ninowłod (*Inowłod)[2]
- Nowosiodł

   (wróć do indeksu)

## O
- Objęsław
- Ocięsław
- Odolan
- Okrzesław
- Osiębor
- Osięgniew
- Ostrobod
- Ostrogniew
- Ostrowod

   (wróć do indeksu)

## P
- Pakosław – 15 lutego, 5 marca
- Pełczybog
- Pęcisław, Pęcsław, Pęcław, Pęsław – 4 sierpnia, 24 listopada
- Pękosław – 19 maja, 4 sierpnia
- Pomir
- Pomścibor
- Poznan
- Poznomir
- Prosimir – 1 lutego, 9 czerwca, 22 września
- Przebąd
- Przebor – 9 maja
- Przedabog
- Przedbor, Przedwor – 27 września
- Przedmir, Przezmir
- Przedpełk, Przedpołk – 10 października
- Przedsław, Przecsław, Przecław, Przesław – 7 kwietnia, 3 września
- Przedwoj – 23 listopada
- Przedwuj
- Przemęt
- Przemił, Przemieł – 17 stycznia, 7 listopada
- Przemir – 9 stycznia
- Przemysł – 13 kwietnia, 4 września, 29 listopada
- Przemysław – 13 kwietnia, 4 września, 10 października, 30 października
- Przemyślibor – 9 marca
- Przezdoma
- Przezdziad
- Przezpraw
- Przezprzem
- Przyboj – 5 września
- Przybor
- Przybygniew – 5 lutego, 15 listopada
- Przybylut
- Przybymir – 16 marca, 27 sierpnia
- Przybyrad – 27 stycznia, 15 lutego, 12 czerwca, 27 grudnia
- Przybysław – 27 stycznia, 27 grudnia
- Przybywoj – 5 lipca
- Przybywuj
- Przysnobor
- Przywit

   (wróć do indeksu)

## R
- Racibor, Raciborz, Recibor – 29 sierpnia
- Racigniew – 3 lipca, 14 września
- Racimir, Racimiar – 19 stycznia, 10 lipca
- Racisław – 2 czerwca, 5 września
- Racsław, Racław, Ratsław, Recsław, Recław, Retsław, Resław, Rasław – 2 marca, 5 września
- Radociech – 17 kwietnia, 25 kwietnia
- Radogost – 14 stycznia
- Radomił – 11 czerwca, 17 czerwca
- Radomir, Radomiar, Radmir – 28 stycznia, 3 lipca
- Radosław, Redosław, Radsław, Redsław, Radosz – 14 stycznia, 1 marca, 2 marca, 8 kwietnia, 11 czerwca, 14 czerwca, 3 lipca, 8 września
- Radost – 14 stycznia, 2 listopada, 8 listopada
- Radowan[3]
- Radowit – 27 maja, 28 listopada, 29 grudnia
- Radowuj
- Radsuł
- Radzim – 12 lutego
- Rodomił, Rodomieł – 5 lutego, 28 grudnia
- Rodsław, Rocsław, Rocław – 7 października
- Rosław – 17 stycznia
- Rościgniew – 31 stycznia, 4 września
- Rościsław – 17 stycznia
- Rozniat[3]
- Rzędzimir – 27 marca
- Rzędzisław
- Rzędziwoj – 10 lipca

   (wróć do indeksu)

## S
- Sambor, Szenbor – 25 października
- Samogost
- Samosąd – 2 kwietnia
- Sęczygniew – 30 października
- Sędowin
- Sędzigrod[2]
- Sędzimir, Sędomir – 4 lipca, 20 listopada
- Sędzisław, Sędosław – 7 lipca, 16 września
- Sędziwoj, Sędowoj, Sędźwoj, Sudywoj – 18 stycznia, 8 listopada
- Sędziwuj
- Siebąd
- Siebor, Siabor, Szabor, Szebor
- Sieciebor, Sietbor
- Sieciech – 20 sierpnia
- Sieciesław, Siecsław, Siecław, Siesław – 22 sierpnia
- Siedlewit – 29 listopada
- Siemidrog – 12 kwietnia
- Siemierz
- Siemił
- Siemimił, Siemmił
- Siemimysł, Siemomysł, Siemomysław – 14 września
- Siemir, Siemar – 21 maja, 18 grudnia
- Siemirad – 1 lutego, 7 grudnia
- Siemisław, Siemosław – 13 października, 25 grudnia
- Siemoradz
- Siemowit – 18 października
- Siepraw – 11 lipca
- Siestrzemił – 27 października
- Siestrzewit – 20 lutego
- Sięgniew
- Siężyr, Sężyr
- Sirosław, Sierosław – 3 października
- Sjęgniew
- Skarbimir, Skarbimirz, Skardmir, Skamir – 26 stycznia, 19 października
- Skarbisław – 4 czerwca
- Skaziczest
- Sławobor – 14 grudnia
- Sławociech, Sławciech
- Sławomir, Sławomiar – 15 stycznia, 17 maja, 5 listopada, 23 grudnia
- Sławosław – 17 maja, 25 lipca
- Smysław
- Snowid
- Sobiebor
- Sobiemir
- Sobiemysł – 2 września
- Sobierad – 18 września
- Sobiesąd – 9 września
- Sobiesław – 20 sierpnia, 28 sierpnia
- Sobieżyr – 11 listopada
- Spycigniew – 31 stycznia
- Spycimir, Spyćmier, Spyćmir, Spyćmierz – 26 kwietnia
- Spycisław – 11 listopada
- Stanibor – 15 maja
- Stanimir – 7 maja, 2 października
- Stanisław, Stasław – 8 maja, 14 sierpnia, 13 listopada
- Stojgniew, Stoigniew, Stogniew – 27 listopada
- Stojsław, Stoisław, Stosław, Tosław – 20  lipca, 22 lipca, 27 lipca
- Stomir – 12 stycznia, 2 listopada
- Strachomir
- Strogobor
- Strogomir
- Stronisław – 28 sierpnia
- Strosław
- Strzebor
- Strzedziwoj – 4 maja
- Strzeżymir – 22 kwietnia
- Strzeżysław, Strzedzsław, Strzecsław, Strzecław, Strzesław – 2 stycznia, 15 maja
- Sulibor – 3 października, 17 listopada
- Sulibrat
- Sulidziad
- Suligost – 4 stycznia
- Sulimir, Sulimiar, Sulmir – 7 lutego, 30 maja, 30 października
- Sulirad – 30 maja, 23 sierpnia
- Sulisław, Solisław – 22 stycznia, 7 lutego, 2 grudnia
- Sulistryj
- Suliwuj – 12 grudnia
- Swojsław, Swosław – 30 lipca, 30 sierpnia
- Szczęsny - 17 września

   (wróć do indeksu)

## Ś
- Ścibor – 9 listopada, 12 listopada
- Świebąd – 9 lipca
- Świebor, Śwsiebor, Świeborz, Śwsieborz – 27 lipca
- Świeciech – 20 sierpnia, 28 października
- Świecław, Świesław – 9 września, 9 listopada, 14 listopada
- Świedarg – 28 stycznia, 8 grudnia
- Świelub – 20 sierpnia
- Świegniew, Śwsiegniew – 15 kwietnia
- Świemił – 12 maja, 22 listopada
- Świemir – 21 maja, 18 grudnia
- Świerad, Świrad – 14 listopada
- Świętobor – 6 kwietnia, 27 maja
- Świętomir – 28 lipca
- Świętopełk – 1 czerwca, 25 września
- Świętosław, Święcesław, Święcsław, Święsław – 3 maja, 31 sierpnia

   (wróć do indeksu)

## T
- Taniebor[2]
- Tasław – 8 maja, 14 sierpnia, 13 listopada
- Tatomir, Tatomier, Tatumir – 12 lipca
- Tęgomir – 25 listopada
- Toligniew – 13 lutego
- Tolisław – 25 lutego
- Tomił – 10 października
- Tomir – 24 września
- Tomisław – 1 kwietnia, 21 grudnia
- Tosław – 20 lipca, 22 lipca, 27 lipca
- Trzebiebor
- Trzebiegost
- Trzebiemir, Trzebiemiar, Trzebiemier – 15 sierpnia
- Trzebiemysł, Trzebomysł – 16 maja
- Trzebiesław, Trzebisław – 13 marca
- Trzebor
- Trzebowit – 16 stycznia, 6 listopada
- Twardomir – 24 września, 24 listopada
- Twardosław – 21 listopada
- Twardostoj – 10 października
- Tworzymir – 26 marca
- Tworzysław – 31 grudnia

   (wróć do indeksu)

## U
- Ubysław – 30 lipca
- Unieboż, * Uniebog – 10 listopada
- Uniedrog – 30 grudnia
- Uniegost – 24 września
- Uniemir, Unimir – 23 stycznia, 3 grudnia
- Uniemysł – 3 lutego
- Unierad, Unirad – 10 grudnia
- Uniesław, Unisław – 18 lipca
- Uniewit – 6 września
- Unieżyr[2]
- Uściwoj

   (wróć do indeksu)

## V
(wróć do indeksu)

## W
- Wacław – 28 września, 13 października
- Warcisław, Warcsław, Warsław – 1 listopada
- Wędziemir – 23 lutego
- Wielebor – 27 października
- Wielebyt
- Wieledrog – 24 lutego
- Wielimir – 28 października
- Wielisław, Wielesław, Wielsław – 4 lipca
- Wiercisław – 1 sierpnia, 23 września
- Wiesław – 29 stycznia, 22 maja, 7 czerwca, 21 listopada, 9 grudnia
- Więcemił – 26 maja
- Więcemir, Więcemiar, Więcemier, Więcmier – 19 września
- Więcerad – 6 czerwca
- Więcesław, Więcsław, Więcław, Więsław – 28 września
- Wilkomir
- Wirciżyr
- Wirzchosław – 10 sierpnia, 26 sierpnia
- Wisław – 7 czerwca, 15 czerwca
- Witomir – 2 maja
- Witomysł – 11 czerwca
- Witosław, Witsław, Wicsław, Wicław – 15 czerwca
- Witosz
- Władysław – 2 kwietnia, 27 czerwca, 25 września
- Włodzimierz, Włodzimir – 16 stycznia, 19 kwietnia, 15 lipca, 11 sierpnia, 18 sierpnia, 25 września
- Włodzisław, Włocsław, Włocław – 27 czerwca, 19 lipca, 25 września, 13 listopada
- Włościbor, Właścibor – 5 stycznia
- Włościbyt
- Włościwoj – 11 sierpnia
- Wojbor
- Wojciech, Wociech – 23 kwietnia
- Wojemił
- Wojmir – 25 października, 11 grudnia
- Wojsław, Wojesław, Wojisław, Wosław – 26 stycznia, 6 marca, 8 października
- Wolebor – 13 sierpnia
- Wolimir, Wolemir, Wolmir – 5 marca, 25 marca, 15 grudnia
- Wolisław – 16 grudnia
- Wolrad – 28 maja
- Wrocisław, Wrocsław, Wrosław – 22 lutego, 9 grudnia
- Wrociwoj – 26 grudnia
- Wszebąd – 9 lipca
- Wszebor, Wszabor, Wświebor, Wszeborz – 27 lipca
- Wszeciech – 20 sierpnia, 28 października
- Wszegniew – 15 kwietnia
- Wszemił – 12 maja, 22 listopada
- Wszemir, Wszemiar – 21 maja, 18 grudnia
- Wszemysł
- Wszerad – 14 listopada
- Wszesiodł
- Wszesuł
- Wszetopełk – 1 czerwca, 25 września
- Wysław
- Wyszebor, Wyszabor
- Wyszemir – 12 czerwca
- Wyszesław – 8 czerwca
- Wyszetrop – 21 lutego
- Wyszomir, Wyszymir – 28 sierpnia

   (wróć do indeksu)

## Z
- Zadar
- Zamir
- Zawisza – 17 sierpnia
- Zbigniew, Zbygniew, Zbyhniew – 17 lutego, 17 marca, 1 kwietnia
- Zbrosław – 28 czerwca
- Zbylut, Zbelut – 22 stycznia, 2 grudnia
- Zbysław – 23 marca, 17 listopada
- Zbywoj – 24 kwietnia
- Zdamir
- Zdawuj
- Zdzibor, Zdziebor – 5 maja
- Zdziczest
- Zdziebąd
- Zdziebud
- Zdziegod, Zdzigod
- Zdziegrod, Zdzigrod
- Zdziemił – 7 grudnia
- Zdzierad
- Zdziesuł – 19 lipca
- Zdziewit – 6 lutego
- Zdziewuj, Zdziwuj
- Zdzimir, Zdziemir – 4 kwietnia
- Zdzisław, Zdziesław – 29 stycznia, 28 listopada
- Zdzistryj
- Zdziwoj – 26 czerwca
- Ziemomysł, zob. Siemomysł
- Ziemowit – 16 stycznia, 18 października, 6 listopada
- Znamir – 30 września
- Zwnisław

   (wróć do indeksu)

## Ź
(wróć do indeksu)

## Ż
- Żegota – 1 lutego, 31 lipca
- Żelibor – 29 października
- Żelibrat – 7 listopada
- Żeligniew – 26 stycznia
- Żelimysł – 27 kwietnia
- Żelisław – 29 stycznia, 21 kwietnia, 23 lipca
- Żelistryj
- Żeliwuj
- Żyrosław, Żerosław – 17 grudnia

   (wróć do indeksu)